# Fußball-Weltmeisterschaft 2006/Iran
Dieser Artikel behandelt die iranische Fußballnationalmannschaft bei der Fußball-Weltmeisterschaft 2006 in Deutschland.

## Qualifikation

### Zweite Runde
| Land      | Sp. | S | U | N | Tore | Pkt. |
| --------- | --- | - | - | - | ---- | ---- |
| Iran      | 6   | 5 | 0 | 1 | 22:4 | 15   |
| Jordanien | 6   | 4 | 0 | 2 | 10:6 | 12   |
| Katar     | 6   | 3 | 0 | 3 | 16:8 | 9    |
| Laos      | 6   | 0 | 0 | 6 | 3:33 | 0    |

| 18. Februar 2004 | Iran                                     | 3:1 | Katar          | Azadi-Stadion, Teheran, Iran |
| 18. Februar 2004 | Nikbakht 7. Mahdavikia 44. Daei 62.(pen) |     | Hamza 70.(pen) | Azadi-Stadion, Teheran, Iran |

| 31. März 2004 | Laos | 0:7                                                                    | Iran | National Stadion, Vientiane, Laos |
| 31. März 2004 |      | Daei 9. 62.(pen) Enayati 32. 35. Namthavisay 54.(ET) Taghipour 68. 83. |      | National Stadion, Vientiane, Laos |

| 09. Juni 2004 | Iran | 0:1            | Jordanien | Azadi-Stadion, Teheran, Iran |
| 09. Juni 2004 |      | Al Shaboul 82. |           | Azadi-Stadion, Teheran, Iran |

| 08. September 2004 | Jordanien | 0:2                   | Iran | Al Madina Al-Riyadhia Stadion, Amman, Jordanien |
| 08. September 2004 |           | Nikbakht 79. Daei 91. |      | Al Madina Al-Riyadhia Stadion, Amman, Jordanien |

| 13. Oktober 2004 | Katar                             | 2:3 | Iran                          | Thani Bin Jassim Stadion, Doha, Katar |
| 13. Oktober 2004 | Mohammad 18. Golmohammadi 74.(ET) |     | Haschemian 8. 90. Borhani 77. | Thani Bin Jassim Stadion, Doha, Katar |

| 17. November 2004 | Iran                                             | 7:0 | Laos | Bahrain National Stadion, Manama, Bahrain |
| 17. November 2004 | Daei 7. 19. 27. 58. Nekounam 63. 72. Borhani 68. |     |      | Bahrain National Stadion, Manama, Bahrain |

### Dritte Runde
| Land      | Sp. | S | U | N | Tore | Pkt. |
| --------- | --- | - | - | - | ---- | ---- |
| Japan     | 6   | 5 | 0 | 1 | 9:4  | 15   |
| Iran      | 6   | 4 | 1 | 1 | 7:3  | 13   |
| Bahrain   | 6   | 1 | 1 | 4 | 4:7  | 04   |
| Nordkorea | 6   | 1 | 0 | 5 | 5:11 | 3    |

| 09. Februar 2005 | Bahrain | 0:0 | Iran | Bahrain National Stadion, Manama, Bahrain |
| 09. Februar 2005 |         |     |      | Bahrain National Stadion, Manama, Bahrain |

| 25. März 2005 | Iran               | 2:1 | Japan         | Azadi-Stadion, Teheran, Iran |
| 25. März 2005 | Haschemian 13. 75. |     | Fukunishi 66. | Azadi-Stadion, Teheran, Iran |

| 30. März 2005 | Nordkorea | 0:2                         | Iran | Kim-Il-sung-Stadion, Pjöngjang, Nordkorea |
| 30. März 2005 |           | Mahdavikia 39. Nekounam 74. |      | Kim-Il-sung-Stadion, Pjöngjang, Nordkorea |

| 03. Juni 2005 | Iran       | 1:0 | Nordkorea | Azadi-Stadion, Teheran, Iran |
| 03. Juni 2005 | Rezaei 45. |     |           | Azadi-Stadion, Teheran, Iran |

| 08. Juni 2005 | Iran        | 1:0 | Bahrain | Azadi-Stadion, Teheran, Iran |
| 08. Juni 2005 | Nosrati 48. |     |         | Azadi-Stadion, Teheran, Iran |

| 17. August 2005 | Japan                      | 2:1 | Iran          | Nissan-Stadion, Yokohama, Japan |
| 17. August 2005 | Kaji 28. Mirzapour 76.(ET) |     | Daei 75.(pen) | Nissan-Stadion, Yokohama, Japan |

Die Auswahl Irans qualifizierte sich zum dritten Mal für eine Fußball-Weltmeisterschaft.

## Spielergebnisse

### Quartier
Das WM-Quartier der iranischen Fußballnationalmannschaft war das Ringhotel Krone in Schnetzenhausen bei Friedrichshafen. Die Mannschaft absolvierte ihre Trainingseinheiten im Stadion des VfB Friedrichshafen.

### Kader
| Nummer / Name | Nummer / Name         | Verein vor WM-Beginn | Geburtstag | Sp.      | Tor      | Rot      | G/R      | Gelb     |
| Torhüter      | Torhüter              | Torhüter             | Torhüter   | Torhüter | Torhüter | Torhüter | Torhüter | Torhüter |
| ------------- | --------------------- | -------------------- | ---------- | -------- | -------- | -------- | -------- | -------- |
| 1             | Ebrahim Mirzapour     | Foolad Ahvaz         | 16.09.1978 | 3        | 0        | 0        | 0        | 0        |
| 12            | Hassan Roudbarian     | Pas Teheran          | 06.07.1978 | 0        | 0        | 0        | 0        | 0        |
| 22            | Vahid Talebloo        | Esteghlal Teheran    | 26.05.1982 | 0        | 0        | 0        | 0        | 0        |
| Abwehr        |                       |                      |            |          |          |          |          |          |
| 3             | Sohrab Bakhtiarizadeh | Saba Battery Teheran | 11.09.1972 | 2        | 1        | 0        | 0        | 0        |
| 4             | Yahya Golmohammadi    | Saba Battery Teheran | 16.03.1971 | 2        | 1        | 0        | 0        | 1        |
| 5             | Rahman Rezaei         | FC Messina           | 20.02.1975 | 3        | 0        | 0        | 0        | 0        |
| 13            | Hossein Kaebi         | Foolad Ahvaz         | 23.09.1985 | 3        | 0        | 0        | 0        | 1        |
| 19            | Amir Hossein Sadeqi   | Esteghlal Teheran    | 06.09.1981 | 0        | 0        | 0        | 0        | 0        |
| 20            | Mohammad Nosrati      | Pas Teheran          | 10.01.1982 | 3        | 0        | 0        | 0        | 0        |
| Mittelfeld    |                       |                      |            |          |          |          |          |          |
| 2             | Mehdi Mahdavikia      | Hamburger SV         | 24.07.1977 | 3        | 0        | 0        | 0        | 0        |
| 6             | Javad Nekounam        | Al-Schardscha        | 07.09.1980 | 2        | 0        | 0        | 0        | 2        |
| 7             | Ferydoon Zandi        | 1. FC Kaiserslautern | 26.04.1979 | 2        | 0        | 0        | 0        | 1        |
| 8             | Ali Karimi            | FC Bayern München    | 08.11.1978 | 2        | 0        | 0        | 0        | 0        |
| 14            | Anderanik Teymourian  | Abu Moslem Mashhad   | 06.03.1983 | 3        | 0        | 0        | 0        | 1        |
| 18            | Moharram Navidkia     | Sepahan Isfahan      | 01.11.1982 | 0        | 0        | 0        | 0        | 0        |
| 21            | Mehrzad Madanchi      | Persepolis Teheran   | 10.01.1985 | 3        | 0        | 0        | 0        | 2        |
| 23            | Masoud Shojaei        | Saipa Teheran        | 09.06.1984 | 1        | 0        | 0        | 0        | 0        |
| Angriff       |                       |                      |            |          |          |          |          |          |
| 9             | Wahid Haschemian      | Hannover 96          | 21.07.1976 | 3        | 0        | 0        | 0        | 0        |
| 10            | Ali Daei              | Saba Battery Teheran | 21.03.1969 | 2        | 0        | 0        | 0        | 0        |
| 11            | Rasoul Khatibi        | Sepahan Isfahan      | 22.09.1978 | 2        | 0        | 0        | 0        | 0        |
| 15            | Arash Borhani         | Pas Teheran          | 14.09.1983 | 2        | 0        | 0        | 0        | 0        |
| 16            | Reza Enayati          | Esteghlal Teheran    | 23.02.1976 | 0        | 0        | 0        | 0        | 0        |
| 17            | Javad Kazemian        | Persepolis Teheran   | 23.04.1981 | 0        | 0        | 0        | 0        | 0        |
| Trainer       |                       |                      |            |          |          |          |          |          |
|               | Branko Ivanković      |                      | 28.02.1954 |          |          |          |          |          |

### Spiele
Details siehe Fußball-Weltmeisterschaft 2006/Gruppe D
| Land     | Sp. | S | U | N | Tore | Pkt. |
| -------- | --- | - | - | - | ---- | ---- |
| Portugal | 3   | 3 | 0 | 0 | 5:1  | 9    |
| Mexiko   | 3   | 1 | 1 | 1 | 4:3  | 4    |
| Angola   | 3   | 0 | 2 | 1 | 1:2  | 2    |
| Iran     | 3   | 0 | 1 | 2 | 2:6  | 1    |

 Mexiko –  Iran 3:1 (1:1)
Datum: Sonntag, 11. Juni 2006, 18:00 Uhr (MESZ)
Stadion: Frankenstadion Nürnberg
Zuschauer: 41.000 (ausverkauft)
Schiedsrichter: Roberto Rosetti 
 Mexiko:
Sánchez – Márquez , Osorio, Salcido  – Méndez, Pardo, Pineda – Torrado  (46. Pérez), Bravo   – Franco (46. Zinha ) – Borgetti (52. Fonseca)
 Iran:
Mirzapour – Kaebi, Rezaei, Golmohammadi , Nosrati (81. Borhani) – Nekounam , Teymourian – Mahdavikia, Karimi (63. Madanchi) – Daei  – Haschemian
Tore:
- 1:0 Bravo (28., Rechtsschuss, Franco)
- 1:1 Golmohammadi (36., Rechtsschuss)
- 2:1 Bravo (76., Rechtsschuss, Zinha)
- 3:1 Zinha (79., Kopfball, Méndez)

Mann des Spiels: Omar Bravo 
Spielbericht
Besonderheiten:
- Vor dem Spiel fand in der Nürnberger Innenstadt eine Demonstration gegen die Politik des Iran mit ca. 1.500 Teilnehmern statt, darunter auch bekannte Politiker wie Bayerns Innenminister Günther Beckstein (CSU). Der iranische Sportfunktionär Mohammad Aliabadi verfolgte das Spiel im Stadion.

 Portugal –  Iran 2:0 (0:0)
Datum: Samstag, 17. Juni 2006, 15:00 Uhr (MESZ)
Stadion: FIFA WM-Stadion Frankfurt
Zuschauer: 48.000 (ausverkauft)
Schiedsrichter: Éric Poulat 
 Portugal:
Ricardo – Miguel, Meira, Carvalho, Nuno Valente – Costinha , Maniche (67. Petit) – Figo  (88. Simão), Deco   (80. Tiago), Cristiano Ronaldo  – Pauleta 
 Iran:
Mirzapour – Kaebi , Rezaei, Golmohammadi   (88. Bakhtiarizadeh), Nosrati – Nekounam , Teymourian – Mahdavikia, Karimi (65. Zandi), Madanchi  (66. Khatibi)– Haschemian
Tore:
- 1:0 Deco (63., Rechtsschuss, Figo)
- 2:0 Cristiano Ronaldo (80., Foulelfmeter)

Mann des Spiels: Deco 
Spielbericht
Besonderheit:
Vor dem Spiel fand auf dem Frankfurter Opernplatz eine Demonstration gegen die Politik des Iran mit ca. 500 Teilnehmern statt.
 Iran –  Angola 1:1 (0:0)
Datum: Mittwoch, 21. Juni 2006, 16:00 Uhr (MESZ)
Stadion: Zentralstadion Leipzig
Zuschauer: 38.000
Schiedsrichter: Mark Shield 
 Iran:
Mirzapour – Kaebi (67. Borhani), Rezaei, Bakhtiarizadeh , Nosrati (13. Shojaei) – Mahdavikia, Teymourian , Zandi , Madanchi  – Daei  – Haschemian (39. Khatibi)
 Angola:
João Ricardo – Loco , Jamba, Luís Delgado, Kali – Zé Kalanga , Figueiredo (73. Rui Marques), Miloy, Mendonça , Mateus (23. Love) – Akwá  (51. Flávio )
Tore:
- 0:1 Flávio (60., Kopfball, Zé Kalanga)
- 1:1 Bakhtiarizadeh (75., Kopfball, Mahdavikia)

Mann des Spiels: Zé Kalanga 
Spielbericht
Besonderheit:
Nach Yahya Golmohammadi erzielte der zweite Innenverteidiger Irans, Sohrab Bakhtiarizadeh, den zweiten und letzten Treffer Irans bei dieser Endrunde.
Für den Iran war das Turnier nach der Vorrunde beendet. Branko Ivanković gab nach dem letzten Gruppenspiel seinen Rücktritt bekannt.